# Mérindol
Mérindol [meʁɛ̃dɔl] ist ein Dorf und eine Gemeinde mit 2273 Einwohnern (Stand 1. Januar 2022) im französischen Département Vaucluse in der Region Provence-Alpes-Côte d’Azur.

## Geografie
Mérindol liegt 18 Kilometer südöstlich von Cavaillon und 15 Kilometer nordöstlich von Salon-de-Provence. Die Gemeinde liegt an der Durance und ist Teil des Regionalen Naturparks Luberon.

## Geschichte
Das alte Dorf lag steil an einem Hang. Vor rund 450 Jahren begannen die Siedler, es zu verlassen, und siedelten direkt an der Durance. Der Ort war sehr stark von der Waldenserbewegung geprägt, die um 1180 in Lyon entstanden war. Die religiöse Minderheit, die für einen Bruch mit den bisherigen Traditionen der Kirche stand, wurde verfolgt. Als das Predigen in den Städten zu gefährlich wurde, zogen sich die Waldenser in ländliche Regionen in Frankreich und Italien zurück. Die Herren der Provence, die zu dieser Zeit dünn besiedelt war, nahmen gern Einwanderer auf, die ihr Land bewirtschaften konnten. Daher konnten sich die Waldenser unter anderem nach Mérindol zurückziehen. 1530 wurde Jean de Roma der neue Inquisitor von Apt. Unter seiner Herrschaft wurden die Waldenser unterdrückt und ermordet, was ihrerseits zu Racheakten führte. 1540 bestimmte der „Erlass von Mérindol“, dass alle, die der Ketzerei für schuldig befunden würden, lebendig verbrannt werden sollten. In nur einer Woche wurden elf Dörfer des Luberon verwüstet, zwei- bis dreitausend Menschen sind dabei ums Leben gekommen, davon ein Dutzend in Mérindol. Die Mehrheit der Bevölkerung konnte in die Schweiz entkommen.

## Kultur und Sehenswürdigkeiten
- Alte Burg mit Waldenserdenkmal[1]
- Alter Ortskern (gegründet 1225)
- Glockenturm der 1682 zerstörten protestantischen Kirche
- Katholische Kirche Sainte-Anne (1756)
- Lavoir am Ortseingang
- Olivenölpresse aus dem 16. Jahrhundert[4]
- Gorges de Régalon (Régalon-Schlucht) etwa 4 km westlich.

## Städtepartnerschaft
- Ötisheim, Baden-Württemberg

## Bevölkerungsentwicklung
| Jahr      | 1962 | 1968 | 1975 | 1982 | 1990 | 1999 | 2008 | 2018 |
| Einwohner | 725  | 869  | 1021 | 1221 | 1521 | 1795 | 1939 | 2147 |